# Кадыев, Роллан Кемалевич
Ролла́н Кема́левич Кады́ев (крымскотат. Rollan Kemal oğlu Qadıyev, Роллан Кемаль огълу Къадыев; 9 апреля 1937, село Азек, Бахчисарайский район, Крымская АССР — 15 мая 1990, Самарканд, Узбекская ССР) — советский физик, диссидент и правозащитник, один из лидеров крымскотатарского национального движения в 1960—1980-е годы.
Был единственным учёным из южных республик, включенным в Совет астрофизики и гравитации Академии наук СССР. За участие в национальном движении был дважды осуждён.

## Биография
Роллан Кадыев родился 9 апреля 1937 года в Крыму. Имя получил в честь французского писателя Ромена Роллана, симпатизировавшего СССР. Сестру Роллана его родители Кемал и Селиме назвали Тюльпаной — в знак будущей цветущей жизни. 18 мая 1944 года семья была депортирована в Узбекистан в рамках насильственного выселения крымскотатарского народа.
Учился на физическом факультете Самаркандского государственного университета (окончил в 1959 году с отличием), после окончания был оставлен на кафедре теоретической физики. Научные и педагогические интересы Кадыева были сосредоточены в области теории относительности, астрофизики, проблем гравитации. С 1966 года стал участником и одним из лидеров крымскотатарского национального движения. В августе 1967 года подготовил тексты «Обращения крымскотатарской молодежи Самаркандской области», «Обращения крымскотатарского народа» на имя Генерального секретаря ЦК КПСС Л. И. Брежнева, под которыми активно собирал подписи соотечественников. После выхода Указа Президиума Верховного Совета «О гражданах татарской национальности, проживавших в Крыму» выступил с его критикой в Самаркандском государственном университете, за что в последующем неоднократно подвергался давлению со стороны КГБ.
В это же время, бывая в Москве, познакомился со многими советскими правозащитниками (в частности, Алексеем Костериным и Петром Григоренко). В мае 1968 года перед планировавшейся масштабной акцией протеста в Москве был задержан и выдворен из Москвы вместе с ещё 300 крымскими татарами. Кадыев вместе с активистом национального движения Измаилом Языджиевым составил и распространил «Закрытое письмо членам инициативных групп Самаркандской области», в котором подробно описывались эти события.
Летом 1968 года в Тбилиси на Пятой Международной конференции по проблемам теории относительности Кадыев совместно Ленуром Арифовым представил доклад «Новые экспериментальные подтверждения общей теории относительности». Это выступление принесло молодым учёным известность в научных кругах. Однако после конференции Роллан дал интервью западным журналистам о положении крымских татар, о чём стало известно КГБ. После возвращения Кадыева в Самарканд в его доме был произведен обыск, а в октябре 1968 года Роллан Кадыев был арестован. Десять подсудимых — среди которых и Кадыев — обвинялись в том, что они «включились в активную деятельность по решению так называемого крымскотатарского вопроса. Указанные лица продолжительное время занимались изготовлением и распространением различного рода документов, содержащих заведомо ложные измышления, порочащие советский государственный и общественный строй, сбором подписей под этими документами, проведением нелегальных сборищ». На процессе вёл активную защиту и произнёс яркое последнее слово. Был приговорён к трём годам лишения свободы по статье 191-4 УК Узбекской ССР с содержанием в колонии общего режима.
В 1970-е годы был одним из составителей «Кассационного заявления», адресованного в ЦК КПСС, в котором содержалось требование отмены всех указов и постановлений о крымских татарах, носивших дискриминационный характер. Критиковал Конституцию СССР 1977 года за статьи, в которых рассматривался национальный вопрос.
В ноябре 1979 года был вторично арестован — на этот раз за «злостное хулиганство» (ударил парторга университета). Был снова приговорён к трём годам лишения свободы — на этот раз с содержанием в колонии строгого режима.
После освобождения получил запрет на преподавание и стал лаборантом СамГУ. Позднее защитил кандидатскую диссертацию и получил должность доцента. Кандидат физико-математических наук, он специализировался на проблемах релятивистской теории. Ролан Кадыев был единственным ученым из южных республик СССР, включенным в Совет астрофизики и гравитации Академии наук СССР.
В конце 1980-х годов стал оппонентом радикальных соратников по национальному движению, занимая умеренную позицию.
Скончался в Самарканде 15 мая 1990 года.
В 2019 году посмертно награждён знаком «За заслуги перед крымскотатарским народом».

## Память
В честь Роллана Кадыева названы улицы в Евпатории, Белогорске, селе Пионерское (Симферопольский район).